# Neue Deutsche Esperanto-Bewegung
Die Neue Deutsche Esperanto-Bewegung (NDEB) wurde am 9. Februar 1931 von dem jungen SA-Rottenführer Herbert Wohlfahrt unter dem Namen Nationalsozialistischer Deutscher Esperanto-Bund gegründet. Da die Nationalsozialistische Deutsche Arbeiterpartei dem Verein die Verwendung des Epithets nationalsozialistisch verweigerte, änderte er bald nach Gründung seinen Namen in Neue Deutsche Esperanto-Bewegung.

## Geschichte

### Pläne für Deutsche Esperanto-Front
Der NDEB ging die ab 1933 auf eigene Bitte betriebene Gleichschaltung des Deutschen Esperanto-Bundes (DEB) nicht weit genug, insbesondere forderte sie eine Anwendung des Arierparagraphen. Im April 1934 forderten sechzehn sächsische Ortsgruppen des DEB unter Führung des Vorsitzenden des sächsischen Esperanto-Verbandes Albrecht Naumann ultimativ die Anwendung des Arierparagraphen im DEB, sonst würden sie kollektiv aus dem DEB austreten. Als der DNVP-nahe DEB-Vorsitzende Behrendt dies ablehnte, stellte die NDEB mit Brief an die DEB-Hauptversammlung die Forderung, beide Organisationen sollten zu einer „Deutschen Esperanto-Front“ verschmelzen. Der Führer dieser Front sollte Albrecht Naumann sein. Daraufhin trat Behrendt als Vorsitzender des DEB zurück und schlug den Parteigenossen Kurt Walther vor, der dem DEB erst 1931 beigetreten war.

### Übereinkunft zwischen DEB und NDEB
Am 3. Juni 1934 unterschrieben Kurt Walther für den DEB und Willibald Pietsch für die NDEB eine Übereinkunft zur Zusammenarbeit mit dem Ziel einer Deutschen Esperanto-Front. Allerdings stellte ein Registerrichter auf Betreiben einiger Berliner DEB-Mitglieder 1934 fest, dass die Bundesversammlung des DEB, auf der Kurt Walther gewählt worden war, nicht ordnungsgemäß einberufen worden war. Kurt Walther wurde zum kommissarischen Vorsitzenden ernannt, dessen einzige Aufgabe es war, eine neue Bundesversammlung nach der alten Satzung einzuberufen.
Zudem lehnte der Herausgeber und Eigentümer der Mitgliederzeitschrift des DEB, Friedrich Ellersiek, es entgegen der Übereinkunft zwischen DEB und NDEB kategorisch ab, Bekanntmachungen der NDEB in seiner Zeitschrift abzudrucken. Der DEB löste daraufhin den Vertrag zum Jahresende 1934 und die NDEB brachte ab September 1934 ihr eigenes Organ Esperanto in Deutschland heraus. Ab 1935 sollte ein gemeinsames Organ erscheinen. Durch die Entscheidung des Registerrichters, dass die DEB-Bundesversammlung von 1934 ungültig war, war nun aber auch die Kündigung des Vertrags zwischen DEB und Ellersiek durch den DEB unwirksam. Da zudem der DEB seine außerordentliche Bundesversammlung erst auf den Januar 1935 legte, wäre der DEB ein weiteres Jahr an Ellersiek gebunden und die 1934 gemeinsam beschlossene Esperanto-Front hätte faktisch frühestens 1936 verwirklicht werden können. Diese Hinhaltetaktik des DEB führte zu Unwillen bei den Führern der NDEB, die sich daraufhin ab Ende 1934 deutlich gegen den DEB positionierte.

### Neue Ausrichtung der NDEB
1935 musste die Führung der NDEB erkennen, dass Werbung für Esperanto in Zusammenhang mit dem Nationalsozialismus unerwünscht war. Am 18. August 1935 entschied sie, ihre Ortsgruppen aufzulösen (allein fünf in Berlin), die Werbung für Esperanto in Deutschland einzustellen und sich dem 'praktischen Gebrauch' der Sprache zur Propaganda des Nationalsozialismus im Ausland zu widmen.

### Ende der NDEB
Bereits am 26. Juni 1935 hatte Reinhard Heydrich, Stellvertreter Heinrich Himmlers dem Innenministerium empfohlen, alle Vereinigungen der Esperantobewegung aufzulösen und zu verbieten, und ihren Besitz zu konfiszieren. Aber erst am 18. Februar 1936 kam das Dekret, unterzeichnet von Martin Bormann, dass kein Parteimitglied und keine Unterorganisation der NSDAP einer Weltsprachevereinigung angehören dürfe. Damit war das Ende der NDEB festgeschrieben.